# Hong Yong-Jo
Hong Yong-Jo, född 22 maj 1982 i Pyongyang, är en nordkoreansk fotbollsspelare som för närvarande endast spelar för det nordkoreanska fotbollslandslaget. Han spelade tidigare för FC Rostov i Ryska Premier League, i April 25 i den nordkoreanska ligan och FK Bežanija i Meridianska Superligan.
Han var lagkapten i det nordkoreanska landslag som kvalificerade sig för Fotbolls-VM 2010 i Sydafrika.